# 시체매
시체매(영어: Vulture)는 스타크래프트 종족인 테란의 유닛이다. 군수공장에서 생산이 가능하다.

## 특징
시체매는 스타크래프트와 스타크래프트 리마스터에선 Vulture란 영단어를 그대로 한글로 음역한 벌처라고 부르며 스타크래프트 2에선 한국어로 번역한 시체매로 불린다. 테란의 메카닉 유닛 중에 하나이며 시체매는 메카닉 테란의 느린 기동성과 회전력을 보완하는 유닛이다. 이런 이유는 미네랄:75로 저렴하며 가스를 소모하지않는다는 장점이 있으며 속도 업그레이드를 하지않아도 웬만한 스타크래프트 유닛들보다 빠르고 속도 향상 업그레이드를 마치면 플레이어가 직접 조종할 수 있는 스타크래프트의 유닛들 중에선 가장 빠른 속도를 자랑하고 생산 시간도 30초로 빨리 생산되기에 가능한 것이다. 그외에도 시체매는 스파이더 마인이라는 것을 심는 것이 가능한데 스파이더 마인을 심을 때는 3개로 횟수 제한이 있지만 대신 추가 비용이 안들며 125의 폭발형 공격을 자랑하여 시체매를 뽑는다면 반드시 같이 연구한다. 시체매의 속도 향상 업그레이드인 이온 추진기와 스파이더 마인은 팩토리의 애드온 건물인 머신샵에서 가능하다. 시체매는 80의 체력을 가지며 기본 방어력은 0으로 없다. 시체매는 팩토리만 지어놓으면 바로 생산하는 것이 가능하며 머신샵을 애드온하지않은 팩토리에서도 생산하는 것이 가능하기 때문에 그만큼 생산성이 좋다. 시체매는 메카닉 테란의 유닛들 중에선 시즈 탱크와 더불어 높은 범용성을 가진 유닛으로서 테프전에선 필수 유닛, 테테전에서도 가스를 소모하지않는 이점으로 사용되며 테저전에선 메카닉 테란을 구사할 때 골리앗, 시즈 탱크와 같이 사용된다. 스타크래프트 2에서는 시체매의 거미 지뢰를 보충하는 것이 가능하며 여기에다 케르베로스 지뢰라는 것도 사용가능해져 전작보다 더욱 강력해진 유닛이 되었다. 시체매의 영웅 유닛으론 짐 레이너가 있으며 짐 레이너의 시체매는 일반 시체매보다 공격 속도도 빠르고 체력:300에 기본 방어력:3과 공격력 30의 능력치를 가지고 있으며 스파이더 마인을 머신샵에서 개발을 따로 안해도 처음부터 쓸 수 있다. 단 속도 향상 업그레이드는 시체매와 같이 머신샵에서 꼭 해줘야만 한다.

## 같이 보기
- 스타크래프트
- 테란